# 降水类型

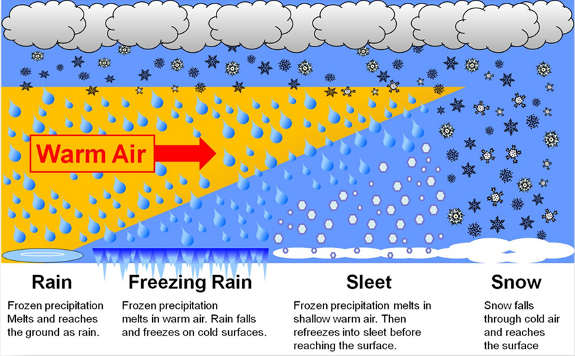
典型的暖锋向冷气团上缓慢推进

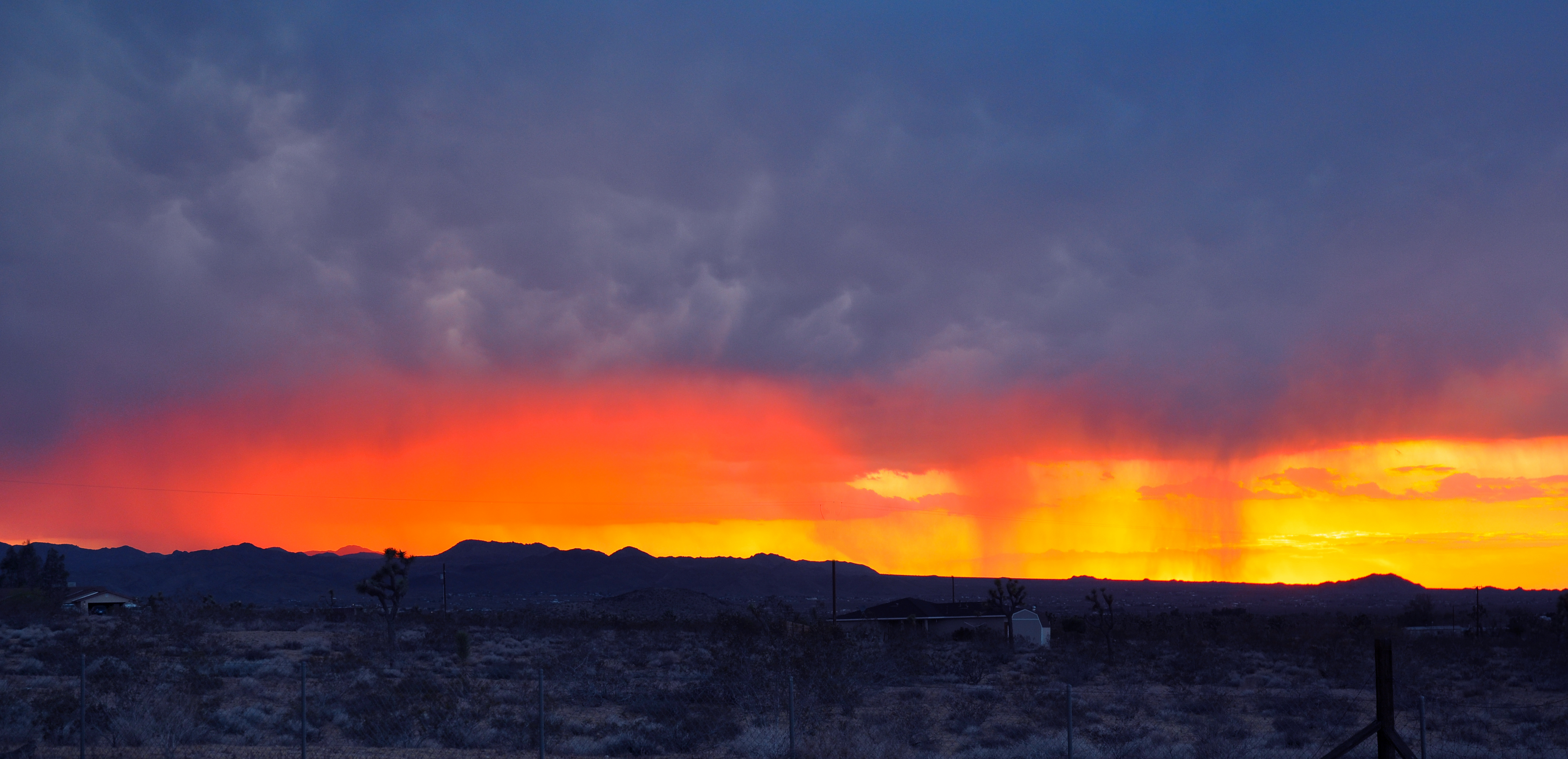
一种特殊降水形式太阳雨

在气象学中，各种类型的降水往往包括落到地面的降水的特征或阶段，降水有三种不同的发生方式。对流性降水通常比层状降水更强烈，持续时间也更短。当湿润的空气在上升的地形（如山）上被迫上升时，就会出现地形降水，降水可以以液态或固态的形式降落，或在冰点处在两者之间过渡。液体形式的降水包括雨水、细雨和露水。雨水或毛毛雨在低温空气团中接触时结冰，而被"冰冻"，成为冻雨或冻毛雨。冰冻形式的降水包括雪、冰晶、冰粒（雨夹雪）、冰雹和霰，它们各自的强度可按下降速度或能见度来分类。

## 降水阶段
降水有多种形式或阶段，可细分为：
- 液态降水
  - 毛毛雨(Drizzle[DZ])
  - 雨(Rain[RA])
  - 暴风雨(Cloudburst[CB])
- 冻结降水(Freezing precipitation)
  - 冻毛雨(Freezing drizzle[FZDZ])
  - 冻雨(Freezing rain[FZRA])
  - 雨夹雪(Rain and snow mixed / Slush[RASN])
  - 毛毛雨夹雪 (Drizzle and snow mixed [DZSN])
- 冰冻降水(Frozen precipitation):
  - 雪 (Snow[SN])
  - 雪籽(Snow grains[SG])
  - 冰晶(Ice crystals[IC])
  - 冰粒(Ice pellets [PL])
  - 霰(Graupel[GS])
  - 冰雹 (Hail[GR])
  - 巨形冰雹{(Megacryometeor[MC])

中括号中的黑体英文字是航空例行天气报告代码。

## 降水机制
当局部空气中的水蒸气达到饱和，不能再维持气态的水蒸气水平时，就会出现降水。这发生在低密度的潮湿空气冷却时，通常是气团通过在大气中上升所致。然而，气团也可以在不改变高度的情况下冷却（例如通过辐射冷却或与寒冷地形的地面接触）。对流性降水发生在空气通过（暂时）自我维持的对流机制垂直上升时，层状降水发生在大型气团斜向上升时，因为大尺度的大气动力学迫使它们在彼此之间移动。地形降水与此类似，只是当移动的气团遇到山脊等地貌的上升坡度时，被迫向上运动。

## 锋面降水

锋是两个气团的边界